# Liebe im Büro (Loriot)
Liebe im Büro ist ein Sketch des deutschen Humoristen Loriot. Er zeigt einen Chef, der seine Sekretärin verführen will, was jedoch an der Unerfahrenheit der beiden in solchen Dingen scheitert. Der Sketch ist Teil der dritten Folge der Sendereihe Loriot, die im Mai 1977 im Deutschen Fernsehen ausgestrahlt wurde. 1981 erschien der Text des Sketches erstmals in Buchform.

## Handlung
Zu ihrem fünfzehnjährigen Dienstjubiläum lädt Karl-Heinz Meltzer, Inhaber eines Trikotagenunternehmens, seine Sekretärin Fräulein Dinkel auf einen kleinen Umtrunk ein und überreicht ihr einen kümmerlichen Blumenstrauß. Er rückt nah an sie heran und bittet sie, ihn Karl-Heinz zu nennen sowie ihr Haar für ihn zu lösen. Ein erster Kussversuch scheitert an den Brillen der beiden. Danach werden sie von einem Anruf unterbrochen. Ein Mitarbeiter des Unternehmens IFAG Mannheim fragt nach, ob ihr Auftrag schon bei Meltzer eingegangen sei, was dieser verneint. Auch nach dieser Störung kommen die beiden in ihren Liebesbemühungen nicht voran. Der Chef schlägt mehrmals vor, die Positionen zu wechseln, erst zur „Sitzgruppe“, dann auf die „Auslegeware“. Als er sich schlussendlich über seine auf dem Boden liegende Sekretärin beugt, entdeckt er unter seinem Schreibtisch den fehlenden Auftrag der IFAG Mannheim. Er ermahnt seine Sekretärin streng, dass man sich „Unkorrektheiten dieser Art“ nicht leisten könne. Als sie ihn daraufhin zum ersten Mal mit seinem Vornamen anspricht, antwortet er wütend: „Sagen Sie nicht Karl-Heinz zu mir.“

## Produktion und Veröffentlichung

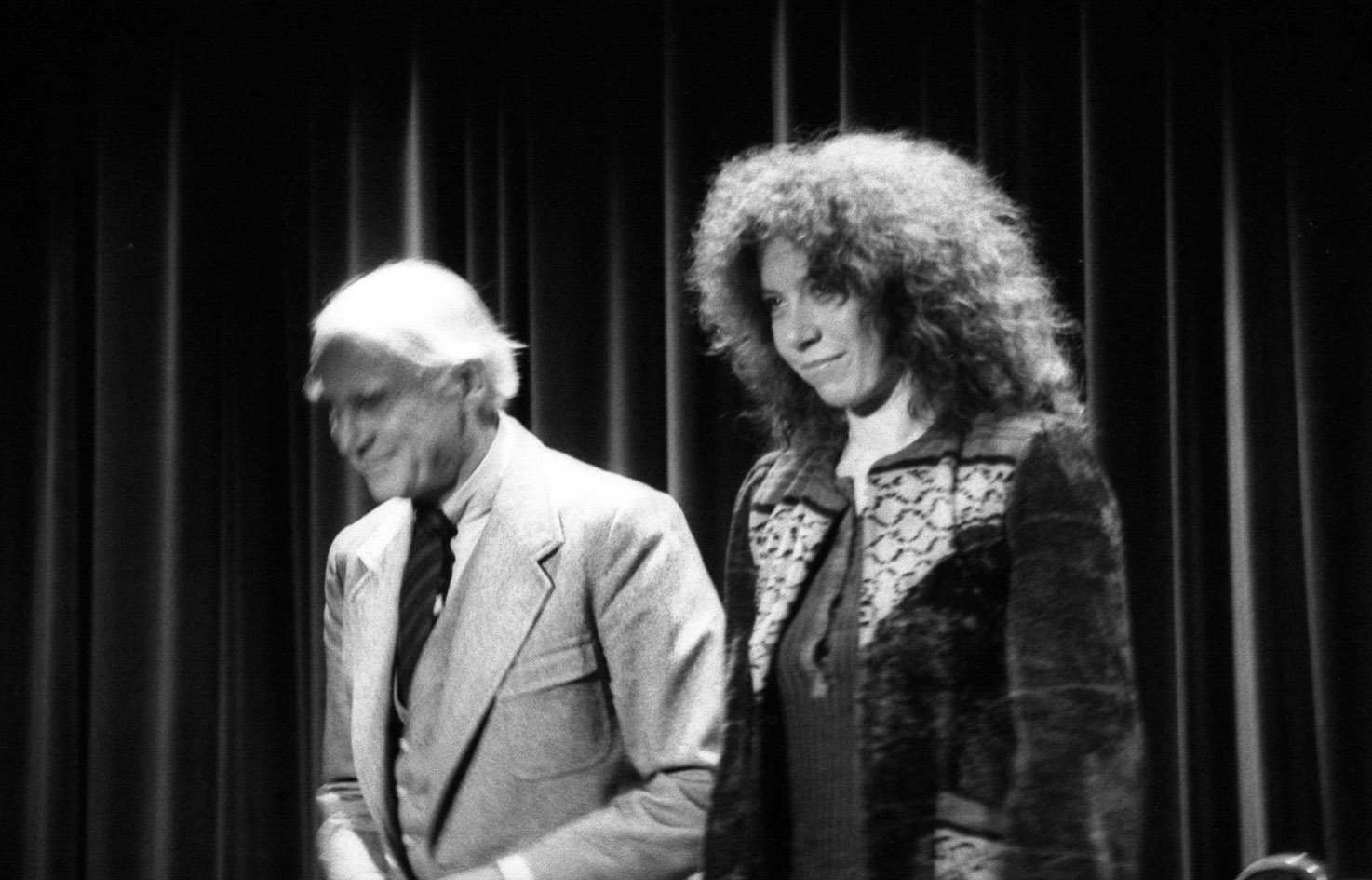
Loriot und Evelyn Hamann während einer Lesung aus Loriots dramatischen Werken, Anfang der 1980er Jahre

Der Sketch entstand für die dritte Folge der Radio-Bremen-Sendereihe Loriot. Sie wurde im Januar 1977 produziert und am 16. Mai 1977 im Deutschen Fernsehen ausgestrahlt. Loriot übernahm die Rolle des Herrn Meltzer, Evelyn Hamann spielte Fräulein Dinkel.
1997 ordnete Loriot sein Fernsehwerk neu und machte aus den sechs ursprünglichen Loriot-Folgen mit einer Länge von 45 Minuten vierzehn Folgen mit einer Länge von 25 Minuten. Liebe im Büro ist Teil der ersten Folge Vom Glück der Liebe, der Ehe und der Erinnerung, die am 22. April 1997 im Ersten ausgestrahlt wurde. Außerdem war der Sketch im November 1983 in der Sendung Loriots 60. Geburtstag zu sehen.
Der Text erschien 1981 gedruckt in Loriots dramatischen Werken. Darin ist er dem Kapitel Der Mitmensch zugeordnet. Der Text wurde seitdem in einigen weiteren Sammelbänden von Loriot veröffentlicht.

## Analyse und Einordnung
Der Sketch zieht seine Komik in erster Linie aus der offensichtlichen Unerfahrenheit der beiden Protagonisten in Liebesfragen. Hinzu kommt ihre Unfähigkeit, ihre angestammten Rollen zu verlassen. Der Chef, gewohnt, Anweisungen zu erteilen, formuliert auch sein Angebot an die Sekretärin, ihn beim Vornamen zu nennen, als eine solche: „Sagen Sie Karl-Heinz zu mir.“ Während sie ihr Haar löst, überbrückt er die Zeit mit der unpassenden Nachfrage nach dienstlichen Angelegenheiten. Als das Telefon klingelt, besteht er leicht ungehalten darauf, dass die Sekretärin den Anruf annimmt, und das obwohl beide gerade auf dem Sessel liegen und sie deutlich schlechter an den Hörer kommen kann als er. Die Sekretärin hingegen ist nicht zu eigenständigen Handlungen fähig und reagiert stets nur unterwürfig auf das, was ihr Chef tut oder sagt. Zudem ergeht sie sich in ihrem Sprechen vor allem in Phrasen, wie das mehrfach wiederholte „Sie machen mich ganz verrückt“.
Die im Sketch verwendeten Wörter Sitzgruppe und Auslegeware gehören zu den Sprachmustern, die Loriot als typisch deutsche „Katalogsprache“ kritisierte. Die Wörter tauchen auch in seinen Spielfilmen Ödipussi und Pappa ante portas auf und können als eine Art Running Gag in seinem Werk gelten. Auslegeware bezeichnete Loriot einmal ironisch als sein schönstes deutsches Wort, denn es könne „als Charakterisierung des Deutschen in Schlichtheit, Korrektheit, aber auch Großzügigkeit nicht übertroffen werden“. Mobiliar, das wie in Liebe im Büro Abläufe behindert, gehört ebenfalls zu einem wiederkehrenden Motiv in Loriots Sketchen. Beispiele sind die im Weg stehende Anrichte in Mutters Klavier und die zahlreichen Einrichtungsgegenstände in der Zimmerverwüstung. Die Möbel – so der Ethnologe Jens Wietschorke – zeigten dabei die Widersprüche zwischen Anspruch und Wirklichkeit im Verhalten der Protagonisten auf.
Teil des Sketches sind auch sexuelle Anspielungen, die Loriot häufig einbaut. Laut Loriot sollte der Auftrag über „vierhundert Arosa schlitzverstärkt mit kurzem Arm“ einen obszönen Beigeschmack hervorrufen. Der Germanist Felix Christian Reuter sieht im Wort schlitzverstärkt eine Anspielung auf den Status der Sekretärin als alte Jungfer. So stehe Schlitz vulgärsprachlich für Vagina, der Wortteil verstärkt deute wiederum an, dass etwas fest umschlossen sei. Im Zusatz mit kurzem Arm sieht Reuter einen möglichen Verweis auf die ungeschickten Annäherungsversuche des Chefs. So bilde er einen Gegensatz zur Wendung einen langen Arm haben, mit dem beschrieben wird, dass jemand mächtig oder potent ist.
Eine weitere Anspielung sehen Reuter und der Literaturwissenschaftler Wieland Schwanebeck in dem Firmennamen IFAG, der an die englische Wendung „I fuck“ für „Ich ficke“ erinnere.
Loriot betonte in mehreren Interviews, dass er sich viele Gedanken um die Namen seiner Sketch-Protagonisten mache. Sie sollten Auskunft über den Charakter der Person geben, dabei aber realistisch bleiben. Felix Christian Reuter identifiziert in seiner Dissertation über Loriots Fernsehsketche viele Beispiele, bei denen komische Zufälle zwischen Handlung und Namen entstünden. Eines davon sind die Namen der Protagonisten bei Liebe im Büro. Der Name der Sekretärin verweise auf die Getreideart Dinkel. Deren Korn ist fest von der Spelze umschlossen und sei damit ein passendes sprachliches Bild für den Typus der alten Jungfer. Meltzer, der Name des Chefs, lasse sich auf das Mälzen zurückführen, bei dem das Korn künstlich zum Keimen gebracht wird; laut Reuter eine mögliche Metapher für das komplizierte und erzwungene Liebesspiel, mit dem der Chef seine Sekretärin verführen will.

## Ausgaben (Auswahl)
Bildtonträger
- Loriots Vibliothek. Band 1: Herren im Bad oder der Mann als solcher. Warner Home Video, Hamburg 1984, VHS Nr. 1.
- Loriot – Sein großes Sketch-Archiv. Warner Home Video, Hamburg 2001, DVD Nr. 1 (als Teil von Loriot 1).
- Loriot – Die vollständige Fernseh-Edition. Warner Home Video, Hamburg 2007, DVD Nr. 3 (als Teil von Loriot III).

Tonträger
- Loriots dramatische Werke. Ehe, Politik und andere Katastrophen. Deutsche Grammophon, Hamburg, 1981, Schallplatte.
- Loriot. Litera, Ost-Berlin, 1988, Schallplatte.

Bücher
- Loriots dramatische Werke. Diogenes, Zürich 1981, ISBN 3-257-01004-4, S. 35–40.
- Menschen, Tiere, Katastrophen. Reclam, Stuttgart 1992, ISBN 3-15-008820-8, S. 67–71.
- Das Frühstücksei. Diogenes, Zürich 2003, ISBN 3-257-02081-3, S. 30–34.
- Gesammelte Prosa. Diogenes, Zürich 2006, ISBN 3-257-06481-0, S. 51–57.